# LEONARD KAMHOUT事件
LEONARD KAMHOUT事件（レナード・カムホートじけん）とは、商標権に関する日本の裁判である。

## 経緯
出典：
- 平成10年10月22日 - Xが「LEONARD KAMHOUT」という商標を出願する。
- 平成11年1月26日 - 商標に含まれる氏名の人物であるレナード・カムホートの同意書を添付した補正書を特許庁に提出する。
- 平成12年5月25日 - レナード・カムホートが同意書撤回の通知書を特許庁に提出する。
- その後、特許庁により出願した商標が4条1項8号すると判断され、拒絶査定や拒絶査定不服審判請求に対して請求不成立の審決がされた。
- これに対し、Xが審決の取り消しを求めて訴訟をした。

## 結論
商標法4条1項8号は、「他人の肖像又は他人の氏名若しくは名称若しくは著名な雅号、芸名若しくは筆名若しくはこれらの著名な略称を含む商標（その他人の承諾を得ているものを除く。）」は商標登録を受けることができないと規定し、4条3項は「第一項第八号、第十号、第十五号、第十七号又は第十九号に該当する商標であつても、商標登録出願の時に当該各号に該当しないものについては、これらの規定は、適用しない。」と規定している。
これに対して、4条3項にいう「出願時に8号に該当しない商標」とは、出願時に8号の括弧書きを除いた本文に該当しない商標を指し、「出願時において8号本文に該当するが、括弧書きにより8号に該当しないとされる商標」については3項の適用はなく、査定時においても承諾が必要と判断された。
ここで査定時も承諾を得ている必要があるのは、8号の趣旨が「人格的利益の保護」であると考えられるためである。

## 氏名を含む商標
他人の氏名を含む商標については、規定が厳格に解釈されており、同名の他人が存在すれば一律に拒絶されており、ファッションブランドなど人名のブランドは新たに商標登録すること難しくなっている（例えばTAKEO KIKUCHI、ヨウジヤマモト、ジュンアシダ、山岸一雄など）。
これについては、令和5年の改正により、一定の条件においては他人の承諾なしに登録が可能であると改正された。